# Serpent Angel
«Serpent Angel» es una canción demo de la banda portuguesa Morbid God, que posteriormente pasaría a llamarse Moonspell, la grabación se efectuó en un lugar desconocido.
Se puede notar la fuerte influencia en el sonido de grupos como Bathory y Venom.

## Listado de canciones
1. Serpent Angel

- Datos: Q6125913